# 威拉德·梅特卡夫
威拉德·勒罗伊·梅特卡夫（Willard Leroy Metcalf，1858年7月1日—1925年3月9日）是一位美国画家，生于马萨诸塞州洛厄尔。他就读于波士顿美术馆学校，之后进入了巴黎朱利安学院。他一开始化人物肖像，后来成为杰出的风景画家。他是1897年退出美国艺术家协会的10个画家之一。他在纽约库伯联合学院女子艺术学校当了一些年的老师。1893年成为美国水彩画协会成员。他是美国印象主义的重要人物，同时也以新英格兰风景画和对康涅狄格州旧莱姆艺术家殖民地的参与知名。